# Hélène Campinchi
Pour les articles homonymes, voir Landry.
Hélène Campinchi, née le 10 mai 1898 à Paris et morte le 19 février 1962 à Saint-Mandé, est une avocate, journaliste et fonctionnaire française.

## Biographie

### Famille
Hélène Landry est la fille d’Adolphe Landry, un homme politique français qui exerça diverses fonctions ministérielles.
Elle est l’aînée d'une fratrie de trois enfants. 

### Formation
En 1920, elle est titulaire d'une licence de philosophie et d'une licence de droit. L’année suivante, elle est avocate à la cour d'appel de Paris et rejoint le barreau de Paris. 

### Carrière administrative
Hélène Landry rejoint le cabinet du ministre de la Marine, son père, en 1920 en tant que cheffe adjointe du cabinet civil. Elle devient la première femme à occuper un poste dans un cabinet ministériel. Elle suit son père lorsqu'il est nommé ministre de l’Instruction publique en 1924,. En 1930, elle est chargée de mission au ministère du Travail, dont son père est le ministre.
Hormis entre janvier et mars 1938, où César Campinchi, son mari, exerce les fonctions de garde des Sceaux, il exerce les fonctions de ministre de la Marine de 1937 à 1940 et Hélène Campinchi est chargée de mission dans ces deux ministères. 
Chargée de mission auprès de François de Menthon, elle préside la commission qui aboutit à la rédaction de l’ordonnance du 2 février 1945 relative à l’enfance délinquante, matérialisant ainsi la proposition de résolution sur l'enfance délinquante de son mari, en 1937. Elle souhaite que cette reforme augmente l'expertise des juges, facilite la réinsertion des jeunes et donne un plus grand rôle aux assistants sociaux.
Lors des discussions pour permettre l’accès aux femmes aux postes de la magistrature, elle défend un accès équitable des femmes à la profession avec les députés Édouard Dupreux et Germaine Poinso-Chapuis. Son rôle auprès de François de Menthon lui permet de créer des  postes de magistrates dans les tribunaux pour enfants et de moderniser ces mêmes tribunaux dans le cadre de l'ordonnance du 2 février 1945. 
Elle est administratrice  dans plusieurs associations de protection de l’enfance (Service social de l’enfance, La Tutélaire, Union des sociétés de patronage) et continue ces fonctions après la guerre. 
En 1951, elle est appartient à une délégation française aux Nations unies en compagnie de Marcelle Kraemer-Bach et Marie-Hélène Lefaucheux.

### Seconde Guerre mondiale
Le 16 juin 1940, Hélène Campinchi et son mari César fuient à destination l’Algérie à bord du Massilia. Ils vivent en résidence surveillée à Casablanca, puis Alger, avant d’être reconduits à Marseille, où son mari meurt d'une opération du foie en 1941. 
Au décès de son mari, elle entre dans la Résistance avec Pierre Mazé et son Parti radical-socialiste ainsi que l'Organisation civile et militaire. Elle joue un rôle important dans la défense des accusés lors du procès de Riom. La Gestapo l’arrête en juillet 1944 et l'emprisonne à la prison de Fresnes. Elle doit son salut à l'avancée des troupes alliées.

### Carrière politique
Hélène Campinchi entre en politique en tant que conseillère municipale de Sari-d'Orcino puis comme vice-présidente du conseil général de la Corse de 1945 à 1955. Elle est membre du comité directeur du Rassemblement des femmes républicaines, qui appartient au Rassemblement des gauches républicaines) et vice-présidente du Parti radical et radical-socialiste en 1948. Elle est vice-présidente du conseil national des femmes Radicales. Elle reste également en contact avec les Corses de l'Alliance française à Tunis par le biais de conférence sur l'affaire Lafarge.

### Vie privée
Hélène Landry et César Campinchi, avocat puis ministre, se marient en 1925. 

## Hommages
Gaston Monnerville, alors président du Sénat, prononce son éloge ainsi que celle de son mari en 1978.
L’École nationale de protection judiciaire de la jeunesse baptise la promotion 2016 en son hommage.

## Décorations
- Chevalier de la Légion d'honneur[2] (décret du 27 janvier 1951)
- Médaille de la Résistance française (décret du 24 avril 1946)
- Croix du combattant volontaire de la Résistance